# Comité de résistance
Ne doit pas être confondu avec Comité de résistance populaire.
Le Comité de résistance est un bataillon ukrainien composé de militants anarchistes, antiautoritaires et antifascistes. Ce bataillon fait partie des Unités de défense territoriale, c'est-à-dire les milices formées par des civils parrainés par l'armée ukrainienne pour lutter contre la Russie pendant la guerre d'Ukraine de 2022. Contrairement à d'autres bataillons qui depuis 2014 ont exprimé l'idéologie d'extrême droite et le symbolisme nazi, le bataillon du Comité de la Résistance est composé de membres qui rejettent à la fois le fascisme et le nazisme. Ceci fait que l'influence et la présence de ces  bataillons xénophobes et racistes ont baissé. Le bataillon anarchiste s'inspirerait de l'armée noire de Nestor Makhno, qui a créé des communes paysannes dans le sud-est de l'Ukraine, la côte de la mer noire et la péninsule de Crimée, mais aussi dans le CNT espagnol pendant la guerre civile au cours de laquelle l'Espagne a reçu des milliers de volontaires qui faisaient partie des Brigades internationales.
Le 26 février 2022, les premiers rapports sur l'existence de ce bataillon sont apparus, initialement composé de 20 à 50 membres. Le bataillon a été initialement coordonné pour apporter une aide humanitaire aux territoires de l'Ukraine où cela était nécessaire, et avec le passage de la guerre, il s'est orienté vers la défense territoriale, en particulier dans les régions autour de Kiev. L'objectif de ses membres ne serait cependant pas de défendre l'État ukrainien mais la population et la société ukrainiennes contre les destructions perpétrées par l'invasion russe du régime de Vladimir Poutine, porteur d'un message social de libération. Ils n'ont pas de position claire quant à la situation des provinces de Louhansk et de Donetsk alors déclarées Républiques populaires et qui selon certains membres du Comité de la Résistance seraient des territoires subordonnés à Poutine. Ils ne sont pas non plus favorables aux expressions nationalistes d'une certaine partie de la population ukrainienne, mais ils respectent son indépendance non pas en tant qu'État mais en tant que société.